# ریک نیسلن
ریک نیسلن (انگلیسی: Rick Nielsen؛ زادهٔ ۲۲ دسامبر ۱۹۴۸) یک موسیقی‌دان اهل ایالات متحده آمریکا است. وی از سال ۱۹۶۵ میلادی تاکنون مشغول فعالیت بوده‌است.